# Verneuil-l'Étang
Verneuil-l'Étang är en kommun i departementet Seine-et-Marne i regionen Île-de-France i norra Frankrike. Kommunen ligger i kantonen Mormant som tillhör arrondissementet Melun. År 2022 hade Verneuil-l'Étang 3 211 invånare.

## Befolkningsutveckling
Antalet invånare i kommunen Verneuil-l'Étang
| Referens: INSEE |